# Oratorio della Madonna del Suffragio
L'oratorio della Madonna del Suffragio - detto anche oratorio della Buona Morte e Orazione - è un luogo di culto cattolico situato nel comune di Santa Margherita Ligure, situato tra piazza Giuseppe Mazzini e via Fratelli Arpe, nella città metropolitana di Genova.

## Storia e descrizione

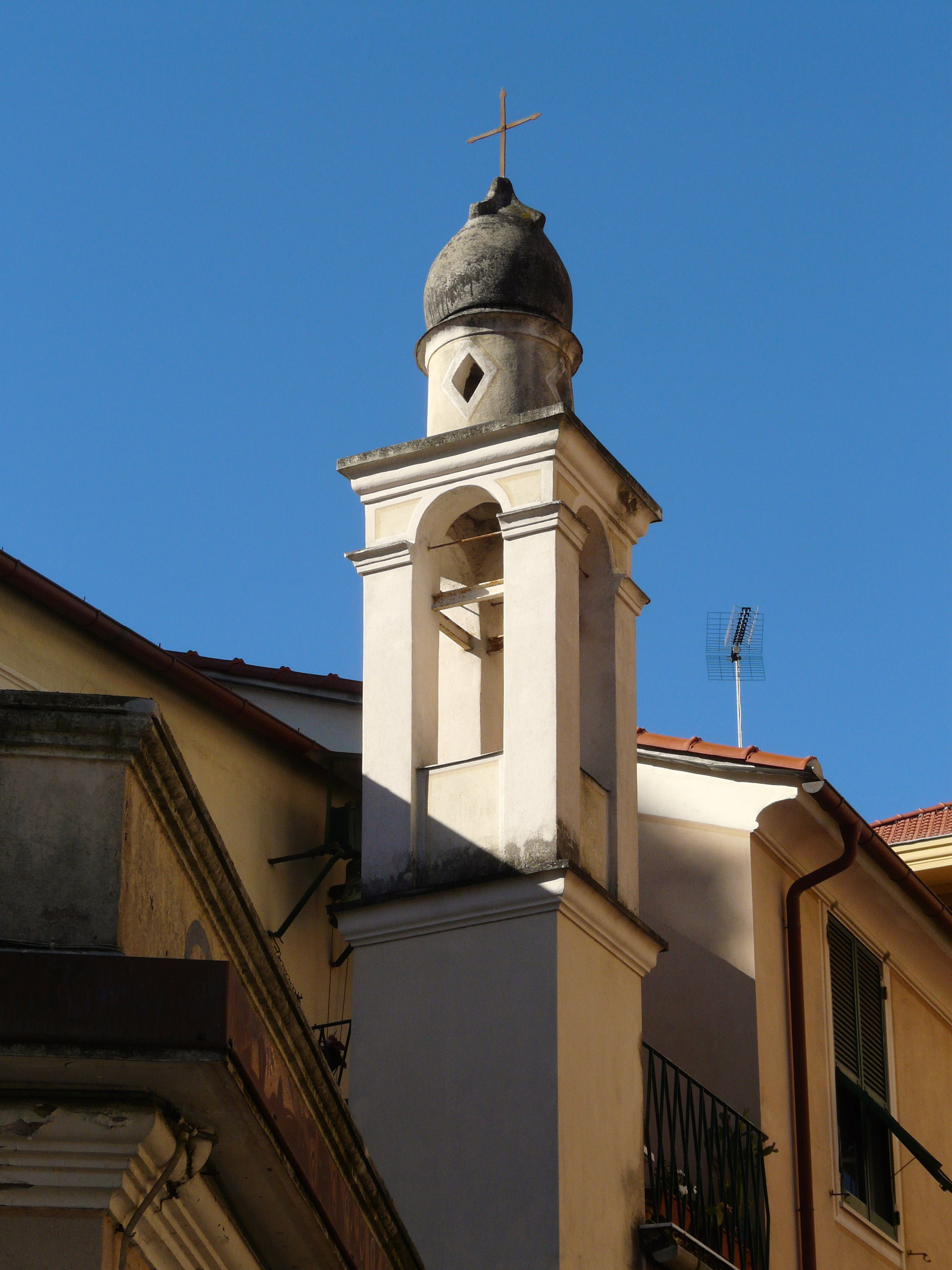
Particolare del campanile

La struttura fu edificata nel corso del 1523 nelle vicinanze dell'odierno palazzo municipale; l'ultima ristrutturazione risale alla fine dell'Ottocento quando fu rifatta interamente la facciata.
Recenti restauri agli interni hanno permesso il recupero dell'organo del 1686, considerato il più antico della Liguria e precedentemente conservato presso l'Albergo dei Poveri di Genova, la valorizzazione del dipinto Cristo in catene, opera ora attribuita al pittore Domenico Piola e il restauro di altre tele e statue.